# 猛追湾街道
猛追湾街道，是中华人民共和国四川省成都市成华区下辖的一个乡镇级行政单位。2019年12月，成华区调整部分街道行政区划，撤销桃蹊路街道和建设路街道，将原桃蹊路街道踏水社区和原建设路街道培华路社区、建设中路社区、电子科大社区所属行政区域划归猛追湾街道管辖，猛追湾街道办事处驻猛追湾街1号。

## 行政区划
猛追湾街道下辖以下地区：
东街社区、建华社区、石油社区、新兴社区、望平街社区、祥和里社区、踏水社区、培华路社区、建设中路社区和电子科大社区。